# Halfdan Ragnarsson
Halfdan Ragnarsson (staronorsky Hálfdan staroanglicky Halfdene či Healfden) (? - 877 hrabství Down) byl vikingský vůdce a velitel Velké pohanské armády, která napadla anglosaská království v roce 865. Podle tradic zaznamenaných v norských ságách byl jedním ze synů Ragnara Lodbroka. Dalšími Ragnarovými syny a Halfdanovými bratry byli Björn Železný bok, Ivar Bezkostý, Sigurd Hadí oko a Ubba. Byl prvním vikingským králem v Northumbrijském království a pretendentem královského trůnu v království Dublin. Zemřel v bitvě u Strangford Loughu v roce 877, když se snažil dosáhnout svých irských nároků. Mnoha odborníky je ztotožňován s Hvitserkem, údajným dalším synem Ragnara Lodbroka, jehož existence je přinejmenším sporná. Pro tuto teorii mluví i fakt, že zdroje zmiňující Halfdana vynechávají Hvitserka a naopak. Zároveň je Hvitserk (v překladu Bílý šat) dosti neobvyklým jménem, mohlo se tudíž jednat o přezdívku.